# Kenneth Wannberg
Kenneth Gail Wannberg (* 28. Juni 1930 in Los Angeles, Kalifornien; † 26. Januar 2022) war ein US-amerikanischer Komponist, Dirigent und Tontechniker.

## Biografie
Kenneth Gail Wannberg spielte bereits seit seinem fünften Lebensjahr Piano. Während seiner Militärzeit bei der United States Air Force kam er mit der Orchestrierung in Berührung und konnte seine Kompositionsfähigkeiten vertiefen. Anschließend fand er eine Anstellung bei 20th Century Fox. Er assistierte Bernard Herrmann zum ersten Mal an dessen Komposition für Die Reise zum Mittelpunkt der Erde (1959) und John Williams für dessen Musik in Das Tal der Puppen (1967). Für letztere zeigte sich Wannberg vor allen Dingen für den Tonschnitt von Filmen wie Krieg der Sterne, Jäger des verlorenen Schatzes, Der Soldat James Ryan, Schindlers Liste und Harry Potter und der Gefangene von Askaban verantwortlich.
Wannberg zeigte sich bei fast 100 Filmproduktionen für den Tonschnitt verantwortlich. Parallel dazu komponierte er von Anfang der 1970er bis Ende der 1980er Jahre auch Musik zu Filmen wie Goldfieber, Das Philadelphia Experiment und Schuld daran ist Rio. Für seine Musik in Ein Sommer in Manhattan wurde er 1981 für den kanadischen Filmpreis Genie Award nominiert. Für seine Komposition der Fernsehserie Unglaubliche Geschichten erhielt er 1986 einen Emmy.
Von 1959 bis zu dem Tod seiner Frau im Jahr 1999 war Wannberg verheiratet. Sein Sohn Jeff Wannberg arbeitet ebenfalls als Tontechniker beim Film.

## Filmografie (Auswahl)
- 1971: The Tender Warrior
- 1971: Die auf heißen Öfen verrecken (The Peace Killers)
- 1973: The Great American Beauty Contest (Fernsehfilm)
- 1975: Der Gangsterboss von New York (Lepke)
- 1975: Das gnadenlose Spiel (The Four Deuces)
- 1976: Bittersüße Liebe (Bittersweet Love)
- 1977: Die Katze kennt den Mörder (The Late Show)
- 1980: Ein Sommer in Manhattan (Tribute)
- 1981: Der zweite Mann (The Amateur)
- 1982: Goldfieber (Mother Lode)
- 1983: Die Aufreißer von der Highschool (Losin’ It)
- 1983: Unheimliche Begegnung (Of Unknown Origin)
- 1984: Das Philadelphia Experiment (The Philadelphia Experiment)
- 1984: Schuld daran ist Rio (Blame It on Rio)
- 1984: Zwei Schlitzohren rechnen ab (Draw!)
- 1986: Kopflos – Die Frau aus dem Nichts (Vanishing Act)
- 1986: Duell mit dem Schicksal (Miles to Go…)
- 1986: Unglaubliche Geschichten (Amazing Stories, Fernsehserie, eine Folge)
- 1988: Red River